# Bentley Continental GTC
De Bentley Continental GTC is de cabriolet-versie van de Continental GT. De auto werd voor het eerst getoond op de IAA in Frankfurt, in september 2005. Vanaf mei 2006 was de auto verkrijgbaar in Nederland, toen voor een prijs van €270.360.

## GTC Speed
Op de Autosalon van Genève in 2009 werd de GTC Speed onthuld, in deze auto heeft de W12 een vermogen van 448 kW (600 pk) en een koppel van 750 Nm. De Speed-versie sprint van 0-100 km/u in 4,8 seconden en de topsnelheid met een gesloten dak ligt op 322 km/u, met open dak is dit 312 km/u. De prijs is een tijdje later bekendgemaakt en bedraagt €320.725.

## Fotogalerij

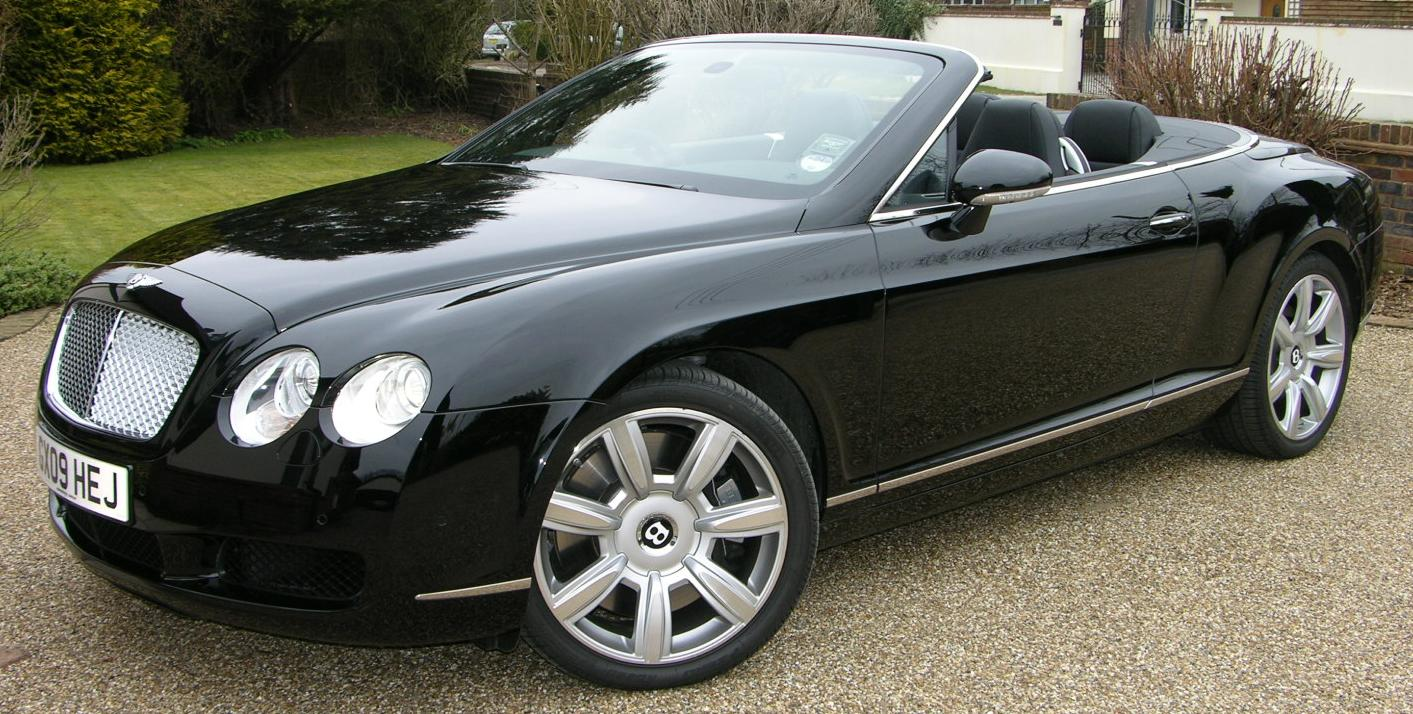
eerste generatie
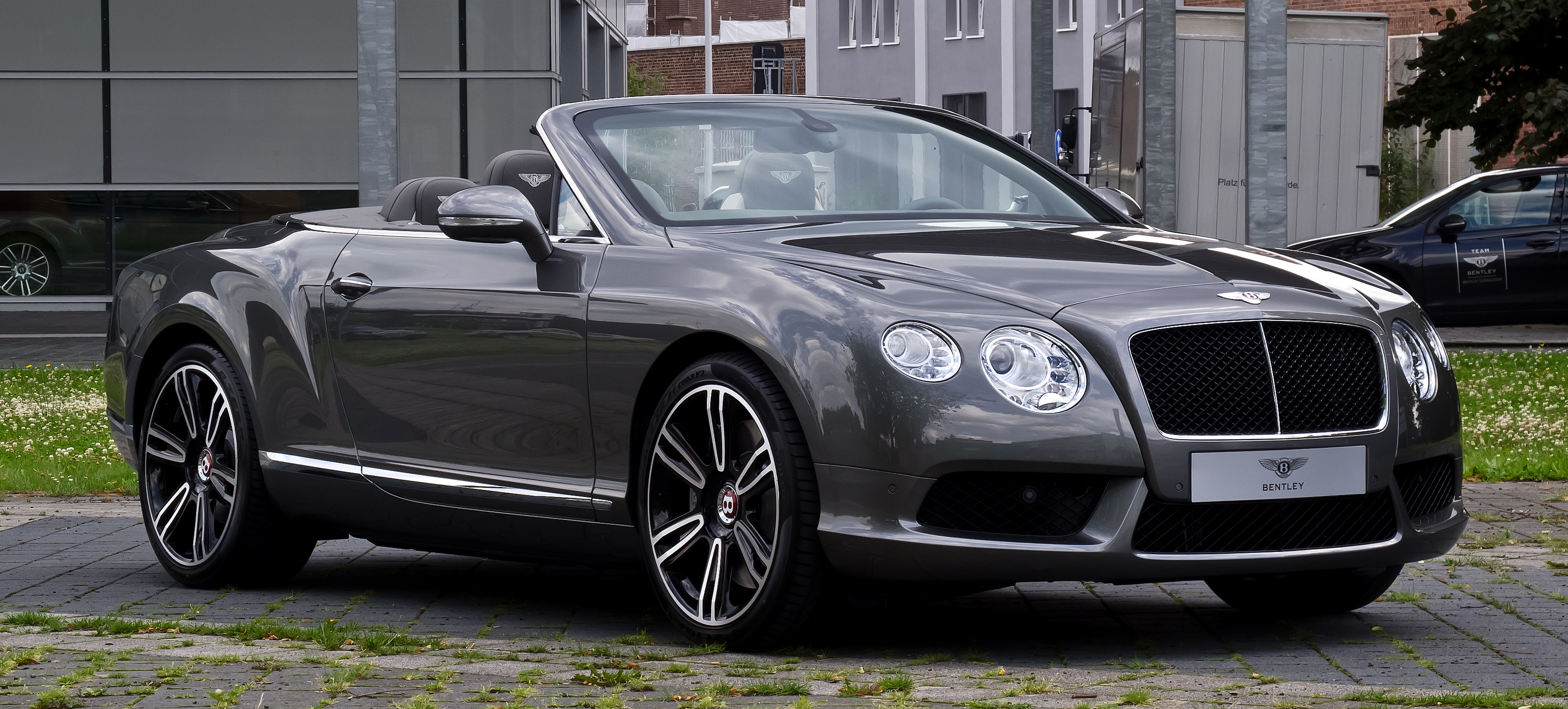
tweede generatie
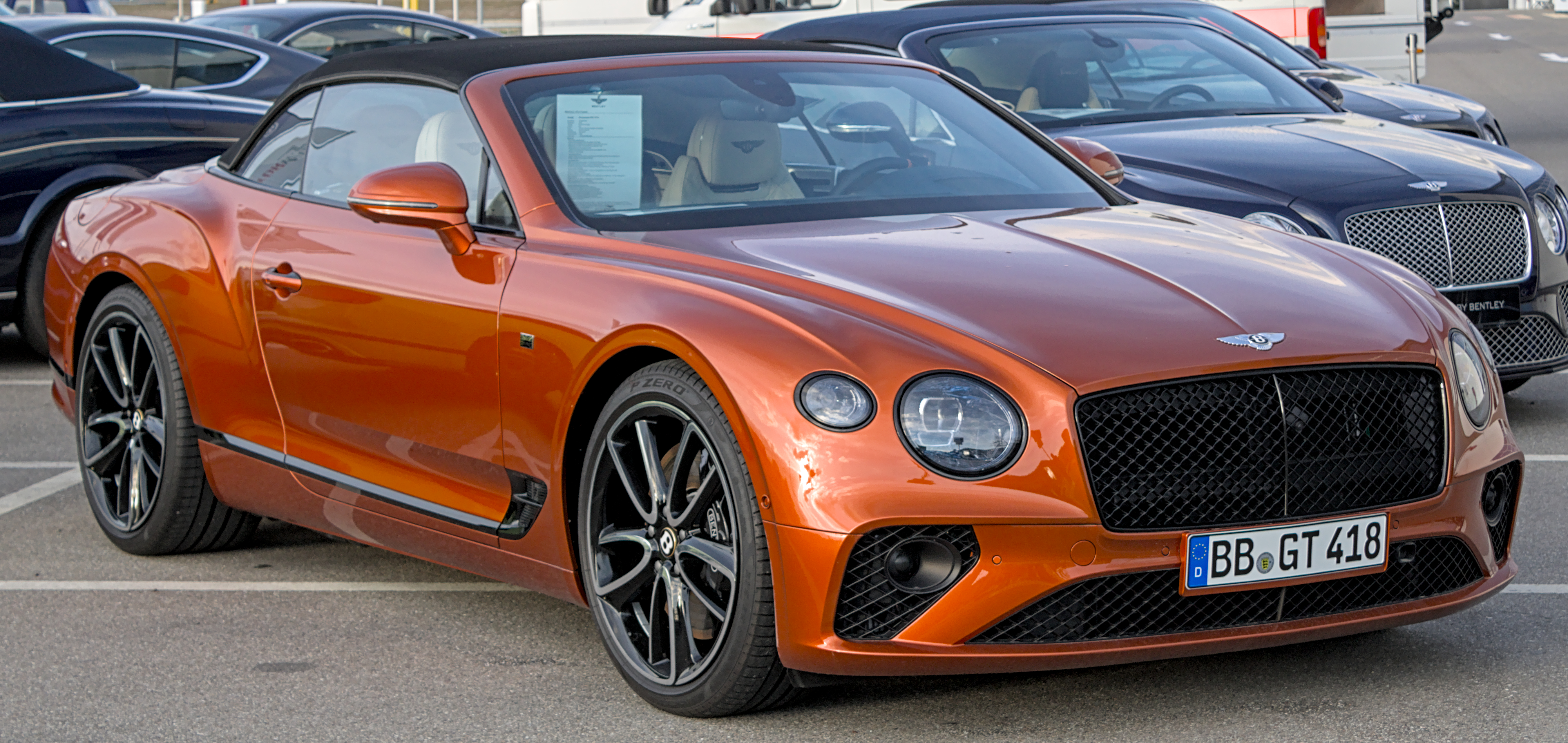
derde generatie